# Jafra
Jafra är en ort i Marocko.   Den ligger i regionen Marrakech-Safi, 300 km sydväst om huvudstaden Rabat.